# Rifugio Duca degli Abruzzi (Gran Sasso)
Il rifugio Duca degli Abruzzi è un rifugio, situato a 2388 m s.l.m.,  nell'appennino abruzzese, nel versante aquilano del massiccio del Gran Sasso d'Italia, sulla cresta del monte Portella.

## Storia
Realizzato nel 1908 ad opera dalla sezione del Club Alpino Italiano di Roma, nel corso degli anni è stato più volte ammodernato, e nel 2007, completamente ristrutturato; è dedicato a Luigi Amedeo di Savoia-Aosta (1873-1933), duca degli Abruzzi, alpinista ed esploratore italiano.

## Descrizione

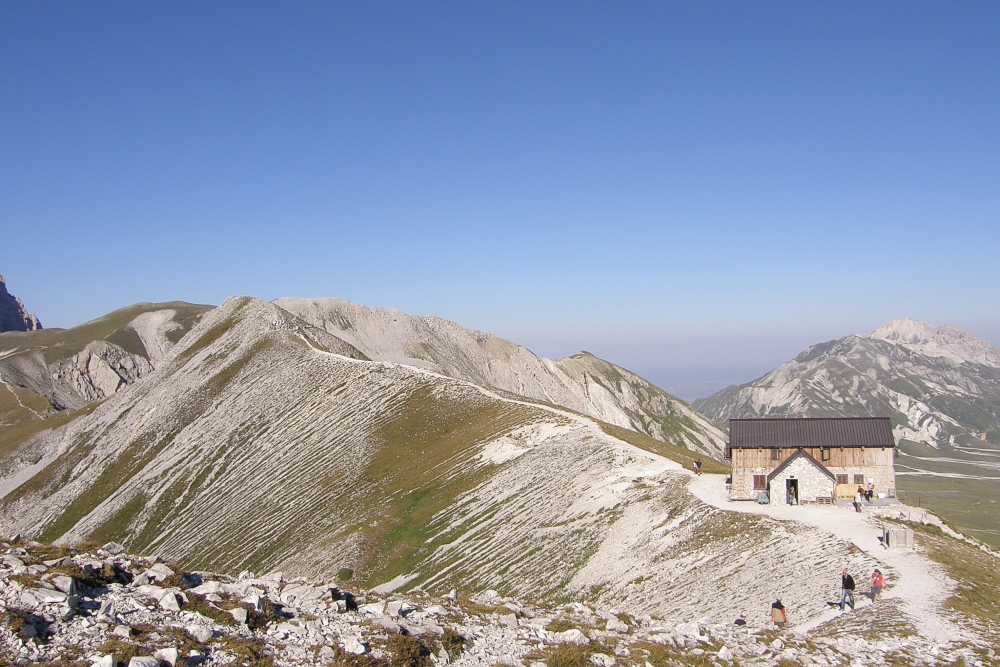
Panoramica del rifugio con, sullo sfondo, il Monte Aquila e la dorsale orientale del Gran Sasso d'Italia.

### Accessibilità
Secondo rifugio per altezza del Gran Sasso dopo il Rifugio Franchetti, con vista sul versante meridionale verso Campo Imperatore e sul versante settentrionale verso Campo Pericoli, è raggiungibile solo a piedi con 40 minuti di facile cammino da Campo Imperatore, a sua volta collegato a valle tramite la funivia del Gran Sasso. 
In alternativa si può raggiungere il rifugio da Prati di Tivo (TE), a nord, con una traversata di circa 4 ore.

### Servizi
Ha una capienza di 24 posti letto, dispone di un locale invernale ed è dotato di impianto di riscaldamento, servizi, energia elettrica da rete e di acqua non potabile.

### Ascensioni
- Corno Grande - 2 912 m (Via normale, Via delle Creste ovest o Via Direttissima)
- Pizzo Intermesoli - 2 635 m
- Pizzo Cefalone - 2 533 m
- Monte Aquila - 2 494 m

### Traversate
- Rifugio Carlo Franchetti - 2 433 m
- Rifugio Giuseppe Garibaldi - 2 231 m
- Campo Pericoli